# 迅銷
迅銷公司（英語：Fast Retailing Co., Ltd.，東證1部：9983、港交所：6288）是日本的零售控股公司，是世界第三大休闲服公司，同时是亚洲最大的服装公司。
旗下持有品牌包括UNIQLO、GU、ASPESI、Comptoir des Cotonniers、Foot Park、National Standard等。

## 歷史
迅銷公司的歷史最早是由柳井正的父亲柳井等，在1963年5月1日個人創業的「小郡商事」，以經營男性服飾店為主要業務。之後在1963年5月成立了「小郡商事株式会社」。1984年6月開設了「Unique Clothing Warehouse」，為UNIQLO的前身。1991年公司正式改名為「Fast Retailing」。
2007年的巴尼斯紐約公司競標案中，迅銷公司提出的900萬美元輸給了美國瓊斯服飾集團（Jones Apparel Group）。
2014年3月5日，迅銷以香港預託證券（HDR）形式在聯交所主板第二上市及買賣，迅銷在香港最多有5億份HDR作供申請，每手300份HDR。迅銷上市後，會以港元報價及買賣。

## 旗下品牌

### 品牌
- UNIQLO
- GU
- Theory
- Theory Men
- HELMUT LANG
- Theory Luxe
- PLST
- Comptoir des Cotonniers
- Princesse tam.tam
- J Brand

### 部份出資附屬公司
- theory  - 美國的綜合服飾品牌，出資35.2%
- FR France（中間控股公司）

## 資料來源
1. 1 2 3 4   (PDF). Fast Retailing Co., Ltd.   [November 27, 2017]. （原始内容 (PDF)存档于2017-12-01）.
2. ↑  迅销集团. .   [2018-04-26]. （原始内容存档于2021-01-24）.
3. ↑  迅销集团. .   [2018-04-26]. （原始内容存档于2019-05-02）.
4. ↑  .   [2008-08-10]. （原始内容存档于2009-03-19）.

## 外部連結
- FAST RETAILING CO., LTD.（迅銷） （页面存档备份，存于）（英文）